# Winn Correctional Center
Winn Correctional Center (WCC) är ett statligt fängelse för män, en del av Louisianas fängelsesystem, beläget cirka 21 km sydväst om Winnfield i det kommunfria området Winn Parish, Louisiana. Det ligger inom Kisatchie National Forest.
Från och med februari 2014 är Winn ett av flera privatdrivna fängelser i delstaten. Anläggningen har medelhög säkerhetsnivå och har för närvarande kapacitet för 1 538 fångar. Det öppnade 1990 och utökades 1992.
Winn öppnade som det första privatdrivna medelsäkerhetsfängelset i USA. Förvaltningen av den statligt ägda anläggningen överfördes från Corrections Corporation of America till LaSalle Corrections i mitten av 2015.

## Demografi
Från och med 2016 är 75 % av de intagna svarta, och 25 % av fångarna är vita eller tillhör andra etniska grupper. Liksom i andra fängelser i Louisiana är fängelsegäng inte vanliga och intagna från olika bakgrunder umgås med varandra. Ungefär 20 % av fångarna på Winn hade begått brott relaterade till rekreationsdroger.
Från och med 2016 utgör kvinnor, inklusive några ensamstående mödrar, mer än 50 % av fängelsevakterna. Afroamerikaner utgör majoriteten av fängelsevakterna.

## Sammansättning
Fängelset har fem avdelningar: Ash, Birch, Cypress, Dogwood och Elm. Fångar som är svårare att hantera finns i Ash- och Elm-enheterna, som fångarna kallar "the projects". I Dogwood finns förvaltare och bättre uppförda fångar, Cypress fungerar som segregationsenhet och i Birch finns psykiskt sjuka, äldre och fysiskt handikappade fångar.

## Anmärkningsvärda anställda
- Shane Bauer, reporter från Mother Jones och tidigare fånge i Iran.[8] Hans artikel för Mother Jones, med titeln "Mina fyra månader som privat fängelsevakt", avslöjar förhållandena på anläggningen som inkluderar våld bland fångar, dålig medicinsk och psykisk vård för fångar, misskötsel och bristande utbildning för CCA-anställda.[9] Hans memoarer American Prison beskrev dessa upplevelser.[10]